# Flying Blue
Flying Blue est le programme de fidélisation et filiale du groupe Air France-KLM. Il est lancé le 6 juin 2005 en remplacement des anciens programmes Fréquence Plus (Air France) et Flying Dutchman (KLM). Ce programme est aussi disponible avec les compagnies Aircalin, Transavia, Kenya Airways et Tarom. Au total, les Miles-Prime peuvent être acquis sur plus de 30 compagnies.

## Différentes catégories de Miles
Les Miles peuvent être de deux différentes catégories :
- Les Miles-Prime représentent l'unité de valeur du programme Flying Blue. Ils peuvent être gagnés et utilisés avec Air France, KLM, et d'autres partenaires aériens – en vol et au sol[1].
- Les Miles-Statut peuvent être gagnés en voyageant sur des vols éligibles avec Air France, KLM, ou l’une des compagnies partenaires SkyTeam, ainsi qu’en réglant des achats de billets d’avion Air France ou KLM avec la carte Air France KLM – American Express Gold ou Platinium. Les Miles-Statut donnent accès à un statut supérieur, ainsi qu’à un nombre croissant d’avantages exclusifs. Une fois qualifié pour le niveau supérieur, le membre reçoit sa nouvelle carte Flying Blue.

Les Miles-Prime restent valables à vie si le voyageur emprunte au moins une fois tous les deux ans une de ces compagnies : Air France, KLM, Air Europa, Kenya Airways ou Aircalin, ainsi qu'une des compagnies membres de SkyTeam. Les vols qualifiants accumulés au cours d'une année civile déterminent également le niveau d'adhérent Flying Blue.
De même, l’adéquation entre le prix payé, les conditions d’utilisation du billet et le nombre de Miles gagnés a été nettement renforcée à compter d'avril 2009. Ainsi, plus les conditions d’utilisation d’un billet sont souples (et donc plus le billet est cher) ou plus la cabine de voyage est élevée, plus le voyageur gagnera de Miles. Un plein-tarif en classe économique permettra de gagner 100 % de la distance parcourue tandis qu'une classe économique à tarif spécial ne permettra de gagner qu'entre 25 et 75 % de la distance parcourue.
En 2018, Air France annonce des nombreuses modifications dans son programme dont le remplacement des Miles Statuts par les Points XP.
En 2025, Air France et SNCF Voyageurs s'associent pour proposer aux voyageurs de convertir des miles peuvent en bons d'achat pour prendre le TGV.

### La carte Flying Blue est déclinée en quatre niveaux principaux
- Flying Blue Explorer ;
- Flying Blue Silver à partir de 100 XP par an : ils bénéficient par exemple du service SkyPriority à Roissy[5].
- Flying Blue Gold à partir 180 XP par an ;
- Flying Blue Platinum à partir de 300 XP par an.

Cependant, d’autres statuts existent :
- Flying Blue Ultimate à partir de 1800 UXP en 24 mois ;
- Flying Blue Platinum for Life à partir de 10 ans de statut Platinum consécutif ;
- Flying Blue Club 2000 sur invitation uniquement ;
- Flying Blue Skipper sur invitation uniquement
- Hippocampe sur invitation uniquement.

## Marché
À sa création, ce programme comptabilisait déjà quelque dix millions d'utilisateurs des deux anciens programmes, utilisateurs qui ont conservé leurs Miles accumulés avant le 6 juin 2005. Ces Miles pouvaient être alors obtenus ou proposés sur 18 000 vols, 900 destinations ou 70 partenaires non-aériens.[réf. nécessaire]
En 2010, près de 123 000 nouveaux membres s'enregistrent chaque mois et font une demande de carte Flying Blue. Avec 17 millions d'adhérents la même année, dont 5 millions environ en France, Flying Blue est, d'après Le Monde, un des premiers programmes de fidélité en Europe. Il rassemble 108 partenaires aériens et non aériens.
En 2024, le programme est classé meilleur programme de fidélité du monde.

## Choix du nom du programme
Son nom est choisi en septembre 2004 au terme d'un processus qui a duré près d'un an. Après un accord sur les valeurs communes qu'Air France et KLM souhaitaient avant tout communiquer :
- proximité avec leurs clients ;
- ouverture aux différentes cultures ;
- modernité.

Il fallait en outre, un nom facile à prononcer, compréhensible à travers le monde, attribuable à Air France et à KLM et bien sûr disponible. Des tests ont donc été réalisés auprès de clients français, britanniques, allemands, néerlandais, espagnols, italiens et portugais, adhérents des programmes de fidélité Fréquence Plus et Flying Dutchman, afin de conforter ces valeurs et les premières pistes de recherche. Des investigations complémentaires ont été faites en Asie auprès d’experts ayant une sensibilité locale. 500 noms possibles ont ensuite été proposés puis filtrés par les équipes chargées de ce projet dans les deux compagnies. Elles ont ensuite été testées à travers le monde sur les plans linguistiques et juridiques, la marque devant être déposée dans près de 120 pays.
Le comité de management stratégique (SMC) du Groupe Air France-KLM s’est réuni à plusieurs reprises tout au long de la démarche, et a porté son choix final sur « Flying Blue » pour les raisons suivantes : Flying Blue a été apprécié unanimement dans les pays où il a été présenté ; il connote des valeurs liées à l’aérien et au positionnement du produit, telles que liberté, ouverture et énergie. Enfin, le choix de ce nom anglais illustre la dimension internationale d’Air France et de KLM.
Un rapport d'information de la commission des affaires étrangères de l'Assemblée nationale sur « la situation de la langue française dans le monde » a critiqué le choix d'un nom anglo-saxon, qui ferait concurrence à la langue française : « La place prise par l'anglais concurrence la langue française sur notre propre territoire, à travers les médias ou du fait des pratiques commerciales de sociétés nationales, la plupart du temps en violation de la loi Toubon de 1994. Aussi paradoxal que cela puisse paraître, une entreprise publique comme la SNCF, partenaire officiel du festival des « francofolies », a baptisé son programme de fidélité « S'miles ». De même, depuis son rapprochement avec KLM, Air France a remplacé son programme « Fréquence Plus » par « Flying Blue ». De telles pratiques sont inadmissibles. »[réf. nécessaire]
La communication auprès des clients se fera dans six langues, dont le français pour les adhérents francophones.

## Alternatives
Il existe aussi une carte Club 2000 qui n'est pas une carte de fidélité mais une carte de « club ». Elle est accordée par Air France uniquement sur des critères discrétionnaires à des VIP, décideurs économiques, députés européens, etc.
Un billet prime (aller-simple) peut être acquis dès 10.000 miles.

## Compagnies affiliées au programme
Flying Blue est le programme de fidélité des compagnies suivantes :

Au 3 octobre 2022, d'après le site web FlyingBlue, les Miles-Prime peuvent être acquis sur les 34 compagnies suivantes :
- Air France ;
- KLM ;
- Air Europa ;
- Kenya Airways ;
- Aerolineas Argentinas ;
- Aeroméxico ;
- Aircalin ;
- Air Corsica ;
- Air Mauritius ;
- Bangkok Airways ;
- Chalair Aviation ;
- China Airlines ;
- China Eastern ;
- China Southern Airlines ;
- Copa Airlines ;
- Czech Airlines ;
- Delta Air Lines ;
- Garuda Indonesia ;
- GOL ;
- Japan Airlines ;
- Korean Air ;
- Malaysia Airlines ;
- Middle East Airlines ;
- Qantas
- Saudi Arabian Airlines ;
- TAAG ;
- Tarom ;
- Transavia.com ;
- Twin Jet ;
- Ukraine International Airlines ;
- Vietnam Airlines ;
- Virgin Atlantic ;
- Westjet ;
- Xiamen Airlines.

## Rentabilité
Ce programme représente un investissement d'au moins 15 millions d'euros[Quand ?] et aussi un manque à gagner, sur le chiffre d'affaires du groupe de 114 M€ (puisqu'il s'agit d'attribuer des billets gratuits aux clients fidélisés, les dettes cumulées d'Air France (80 M€) et de KLM (34 M€) au 31 mars 2004 ont déjà atteint ce montant). Fin 2007, cette dette de miles non encore utilisés représentait 128 millions d'euros pour plus de 200 milliards de miles[réf. nécessaire].
Dans un article paru fin octobre 2010, un article de Gilles Mandroux paru sur le site VotreArgent.fr explique que « ces vols offerts aux membres Flying Blue pesaient près de 2,3 milliards d'euros au passif de la société. »